# Francis Raymond Gage Matthews
Francis Raymond Gage Matthews, britanski general, * 1903, † 1976.